# 비슈카 아사예시
비슈카 아사예시(페르시아어: ویشکا آسایش, 영어: Vishka Asayesh, 1972년 11월 7일 ~ )는 이란의 배우, 무대 디자이너, 예술 감독이다. 2011년 파즈르 국제 영화제 크리스털 시무르그 여우주연상 수상자이다.